# مسجد الراية (المدينة المنورة)

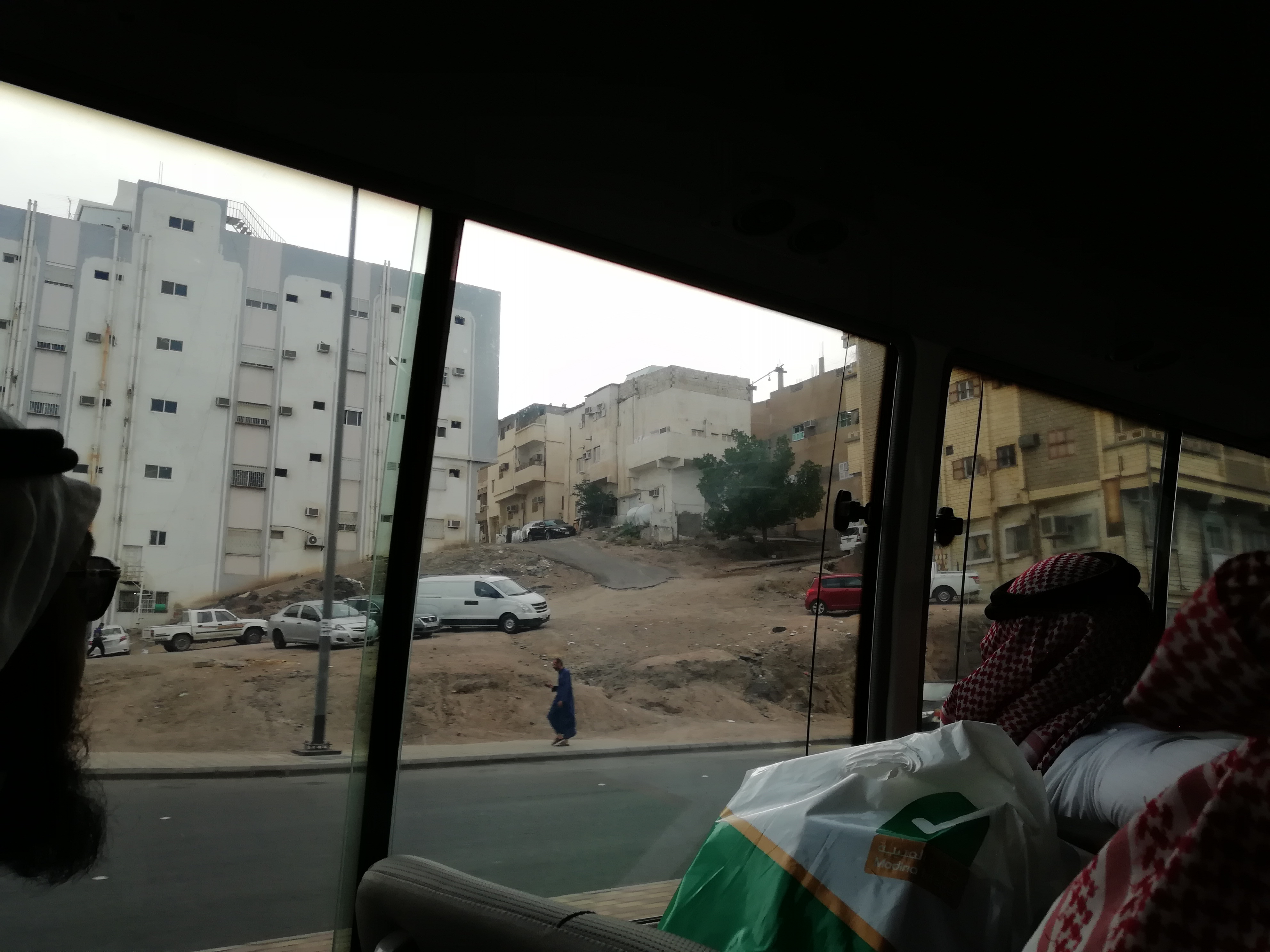
تل الراية حيث يقع مسجد الراية مكان معسكر وراية رسول الله في غزوة الخندق

مسجد الراية، أحد مساجد المدينة المنورة التاريخية، يقع المسجد شمال المسجد النبوي، ويبعد عنه بمسافة تُقدر بألف وثلاثمائة متر، فوق جبل ذباب، في أول طريق العيون ( يسار المتجه إلى طريق العيون)، وخلف محطة الزغيبي (التي تقع بطريق سلطانة). أي ما بين طريق العيون وطريق سلطانة، وهو أقرب إلى طريق العيون. هو أحد المواقع التي ضرب الرسول الله ﷺ قبة له في غزوة الأحزاب (الخندق)، وقد سُمي بهذا الاسم لأن يزيد بن هرمزان كان يحمل راية الموالي في موضع ذباب أثناء وقعة الحرة.
ذكر ابن شبه في تاريخه ( 1/ 61ـ 62 ) عن عبد الرحمن بن الأعرج: أن النبي ﷺ على جبل ذُباب.عن ربيح بن عبد الرحمن بن أبي سعيد قال: ضرب النبي ﷺ قُبتهُ يوم الخندق على ذُباب ليشرف على أعمال حفر الخندق.عن الحارث بن عبد الرحمن بن أبي ذباب، قال: قال: بعثت عائشة رضي الله عنها إلى مروان بن الحكم حين قتل ذُباباً وصلبه على ذُباب: تَعِستَ، صلّى عليه رسول الله صلى عليه وسلم واتخذته مصلباً ! قال: وذُباب رجل من أهل اليمن عَدَا على رجل من الأنصار، وكان عاملاً لمروان على بعض مساعي اليمن، وكان الأنصاري عَدَا على رجلٍ فأخذ منه بقرةً ليست عليه، فتبع ذُبابُ الأنصاري حتى قدم المدينة، ثم جلس له في المسجد حتى قتله، فقال له مروان: ما حملك على قتله ؟ قال: ظلمني بقرةً لي، وكنت امرأ خباث النفس فقتلته. فقتله مروان، وصلبه على ذُباب. وذكر ( ابن شزيادن ) السلاطين كانوا يصلبون على ذُباب، فقال هشام بن عروة لزياد بن عبيد الله الحارثي: يا عجباً، أتصلبون مَضؤِب قُبة رسول الله ﷺ ؟ فكفّ عن ذلك زياد، وكفّت الولاةُ بعده عنه. وعرف بمسجد الراية، كما ذكره السمهودي في كتابه وفاء الوفا ( 3/ 847 ) حيث قال: وكان يزيد بن هرمز في موضع ذُباب يحمل راية الموالي ويقاتل بهم وبذلك سميّ مسجد الراية.
وأشار السمهودي أن عمر بن عبد العزيز وفي أثناء ولايته على المدينة أنه كان من ضمن المساجد التي بناها هذا المسجد وأنه كان مبني بالحجارة المطابقة على صفة المساجد العمرية.

## انظر ايضاً
- مسجد قباء
- مسجد الجمعة
- مسجد بهرام آغا

## وصلات خارجية
- مسجد الراية أشهر مساجد المدينة المنورة.